# Lubuk Besar (Kemuning)
Lubuk Besar is een bestuurslaag in het regentschap Indragiri Hilir van de provincie Riau, Indonesië. Lubuk Besar telt 873 inwoners (volkstelling 2010).